# Tresonečka Reka
Tresonečka Reka (makedonska: Тресонечка Река, serbiska: Tresanačka Reka, Тресаначка Река) är ett vattendrag i Nordmakedonien.   Det rinner genom kommunen Mavrovo i Rostuša, i den västra delen av landet, 80 kilometer sydväst om huvudstaden Skopje.